# Brachymeles cobos
Brachymeles cobos — вид сцинкоподібних ящірок родини сцинкових (Scincidae). Ендемік Філіппін.

## Поширення і екологія
Brachymeles cobos є ендеміками острова Катандуанес. Вони живуть у вторинних і порушених вологих тропічних лісах, на плантаціях і в садах, серед опалого листя і гнилої деревини, між корінням дерев. Зустрічаються на висоті до 150 м над рівнем моря. Ведуть риючий спосіб життя.